# 椎名るぅ
椎名 るぅ（しいな るぅ）は日本の女性声優。主にアダルトゲームに声をあてている。

## 出演作品
太字は主役・メインキャラクター

### ゲーム

#### 2008年
- 空を飛ぶ、3つの方法。（鳥井かりん）[1]
- D.C.II P.C.〜ダ・カーポII〜プラスコミュニケーション（藤林忍）

#### 2009年
- ヴァルキリーコンプレックス（カイレイン・プリエーラ）[2]
- 空を飛ぶ、7つ目の魔法。（花梨）[3]

#### 2011年
- A.G.II.D.C. 〜あるぴじ学園 2.0 サーカス史上最大の危機!?〜
- fortissimo EXA//Akkord:Bsusvier（美鏡ひより）